# KkStB-Tenderreihe 43
Die kkStB-Tenderreihe 43 war eine Schlepptenderreihe der kkStB, deren Tender ursprünglich von der Kaiser Ferdinands-Nordbahn (KFNB) stammten.
Die KFNB beschaffte diese Tender (Reihe A) 1861 bis 1863 von der Wiener Neustädter Lokomotivfabrik für die Lokomotiven der Montanbahn.
Nach der Verstaatlichung der KFNB 1906 reihte die kkStB die fünf verbliebenen Tender als Reihe 43 ein.
Die Tender blieben immer mit den Lokomotiven der ehemaligen KFNB (kkStB 43) gekuppelt.